# Australomedusa baylii
Australomedusa baylii is een hydroïdpoliep uit de familie Australomedusidae. De poliep komt uit het geslacht Australomedusa. Australomedusa baylii werd in 1970 voor het eerst wetenschappelijk beschreven door Russell. 